# Viva Villa!
Viva Villa! – amerykański film z 1934 roku.

## Obsada
- Wallace Beery - Pancho Villa
- Leo Carrillo - Sierra
- Fay Wray - Teresa
- Donald Cook - Don Felipe de Castillo
- Stuart Erwin - Jonny Sykes
- Henry B. Walthall - Francisco Madero
- Joseph Schildkraut - gen. Pascal
- Katherine DeMille - Rosita Morales
- George E. Stone - Emilio Chavito
- Phillip Cooper - Pancho Villa jako chłopiec
- David Durand - trębacz
- Frank Puglia - ojciec Pancho Villi
- Ralph Bushman - reporter Calloway
- Adrian Rosley - Alphonso Mendoza
- Henry Armetta - Alfredo Mendosa

## Nagrody i nominacje
| Nazwa nagrody | Wygrane                                      | Nominacje |
| ------------- | -------------------------------------------- | --- |
| Oscar         | 1935 Najlepszy asystent reżysera John Waters | 1935 Najlepszy film wytwórnia Metro-Goldwyn-Mayer Najlepszy scenariusz adaptowany Ben Hecht Najlepszy dźwięk Douglas Shearer Metro-Goldwyn-Mayer Studio Sound Department |

| Festiwal         | Wygrane                                                                                              | Nominacje                                                 |
| ---------------- | --- | --------------------------------------------------------- |
| 2. MFF w Wenecji | 1934 Specjalna Rekomendacja - Najlepszy film Jack Conway Złoty Medal - Najlepszy aktor Wallace Beery | 1934 Puchar Mussoliniego - Udział w konkursie Jack Conway |